# Pontevedra (tỉnh)

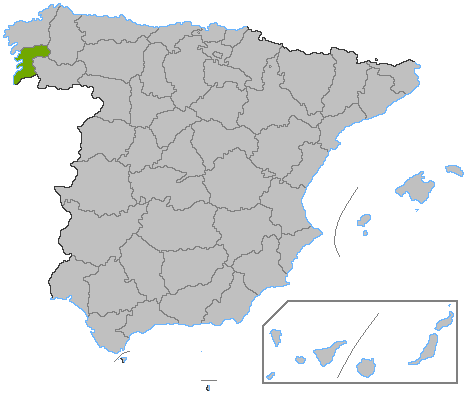
Tỉnh Pontevedra

Pontevedra là một tỉnh ở tây nam của cộng đồng tự trị Galicia, Tây Ban Nha. Tỉnh này giáp với các tỉnh: A Coruña, Lugo, tỉnh Ourense, và giáp Bồ Đào Nha, Đại Tây Dương.
Năm 2020, dân số tỉnh này là 943.117 người, với khoảng 9% sống ở tỉnh lỵ. Thành phố lớn nhất tỉnh này là Vigo với dân số 290.000 người.
| Biến động dân số: Pontevedra (tỉnh) - từ 1900 đến 2004 -                   |         |         |         |         |
| 1900                                                                       | 1930    | 1950    | 1981    | 2004    |
| 457.262                                                                    | 568.011 | 671.609 | 859.897 | 930.931 |
| Sources: INE and IGE Lưu trữ ngày 22 tháng 12 năm 2009 tại Wayback Machine |         |         |         |         |